# Lake Waikere
Der Lake Waikere ist ein See in der Region Northland auf der Nordinsel von Neuseeland.

## Geographie
Der Lake Waikere befindet sich rund 25,5 km nordnordwestlich von Dargaville an der Westküste des Kaipara District, der zur Region Northland zählt. Der See, der rund 1,8 km landeinwärts zu finden ist, gehört zu der Gruppe der drei Seen, die in Neuseeland unter dem Namen der Kai Iwi Lakes bekannt sind. Als nordwestlichster der drei Seen umfasst der Lake Waikere eine Fläche von 26,5 Hektar und weist eine Tiefe von maximal 29,48 m auf. Andere Quellen weisen die Größe des Sees mit bis zu 31 Hektar aus und geben eine Tiefe von 30 m an. Auch ist die Schreibweise Lake Waikare manchmal zu finden, was aber auf eine falsche Schreibweise zurückzuführen ist.
Mit einer Ost-West-Ausrichtung erstreckt sich der Lake Waikere über eine Länge von rund 780 m und misst an seiner breitesten Stelle rund 710 m in Nord-Süd-Richtung. Das Wassereinzugsgebiet des Sees umfasst eine Fläche von 1,186 km². Einen Abfluss besitzt der See nicht. Südöstlich grenzt in einer Entfernung von rund 210 m der Lake Taharoa, zu dem es aber keine Wasserverbindung gibt.
Eine Straßenverbindung vom New Zealand State Highway 12 aus, über die Omamari Road und die Kai Iwi Lakes Road ermöglicht den Zugang zum See. Rund 1,5 km in nordwestlicher Richtung befindet sich ein weiterer kleiner Dünensee, der Shag Lake.

## Geologie
Der Lake Waikere ist ein typischer Dünensee, der sich, wie zahlreicher seiner Art, im Pleistozän im verfestigten Sand der Westküste im nördlichen Teil der Nordinsel von Neuseeland gebildet hat. Der See entstanden aus der Ansammlung von Regenwasser, das sich in den Sandmulden, die von wasserundurchlässigen Eisenstein-Schichten unterlegt sind, sammeln konnte.
Zwischen dem See und der Tasmansee besteht keine Verbindung. Die bis zu über 100 m hohen Sanddünen, die in diesem Teil der Küste größtenteils bewachsen sind, verhindern den Zugang zur See.

## Geschichte
1928 erklärte die neuseeländische Regierung rund 8,5 Hektar Land östlich des Lake Taharoa zum Scenic Reserve (Landschaftsschutzgebiet). 1952 bekamen der gesamte See und seine nähere Umgebung diesen Status verliehen. 1962 erklärte man das Gebiet zusammen mit dem Lake Kaiiwi zum Recreation Reserve (Erholungsgebiet). 1968 folgte dann schließlich auch der Lake Waikere und wurde dem Erholungsgebiet zugeordnet.